# Alfred von Lenz

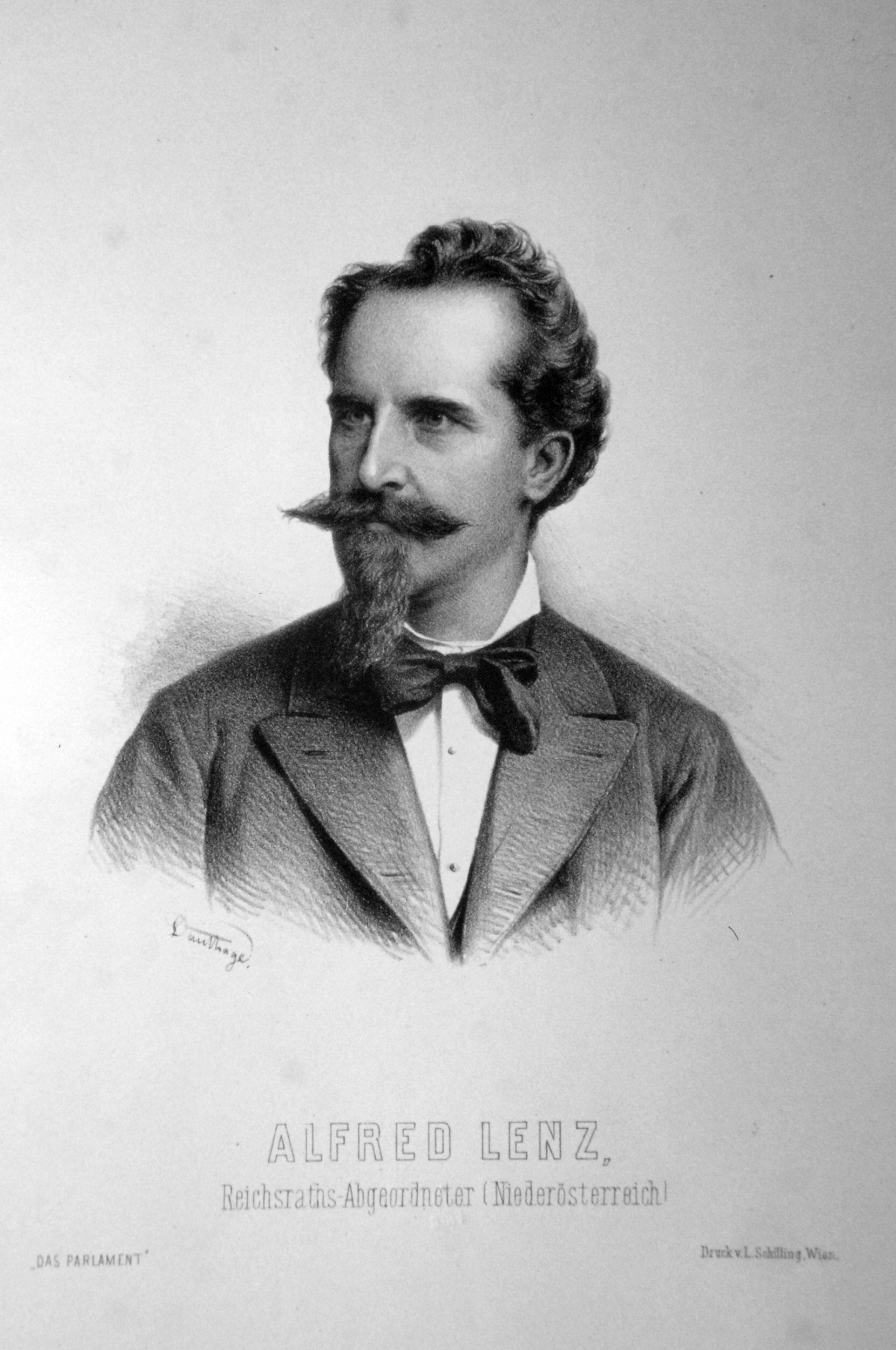
Alfred von Lenz (um 1880)

Alfred Edler von Lenz (* 16. Jänner 1832 als Alfred Lenz in Neunkirchen (Niederösterreich); † 26. November 1907 in Wien) war ein österreichischer Industrieller und Politiker.

## Leben
Alfred Lenz war Sohn des Maschinengießers und Werkführers Johann Lenz. 1852 schloss er ein Ingenieur-Studium am Polytechnischen Institut in Wien ab. Nach beruflichen Fortbildungen in Belgien, Frankreich und Deutschland trat Lenz 1854 zunächst in den Eisenbahndienst ein. Nach weiteren dem Studium der dortigen Stahlindustrie gewidmeten Aufenthalten in England und Schweden errichtete er 1864 mit seinem Bruder Karl in Wien eine mechanische Werkstätte, in der Teile für Hinterladergewehre und Patronen sowie Fahrräder hergestellt wurden. 1894 erwarb Lenz die von Berthold Fischer aufgebaute Fischer’sche Weicheisen- und Stahlgießerei in Traisen, die er zu einem florierenden Rüstungsbetrieb ausbaute. Lenz war Präsident des Verwaltungsrats der Wienerberger Ziegelfabriks- und Baugesellschaft und Mitglied diverser anderer Verwaltungsräte und Gremien.
Ab 1865 engagierte sich Lenz in der Politik als Abgeordneter zum Wiener Gemeinderat, zum Niederösterreichischen Landtag und zum Abgeordnetenhaus des Österreichischen Reichsrats. Im Abgeordnetenhaus machte sich Lenz, der der Deutschliberalen Partei angehörte, um die Einführung der Postsparkasse in Österreich verdient. 1888 wurde er nobilitiert.
1860 heiratete Lenz Amalie Komanowitsch, mit der er 6 Söhne und 3 Töchter hatte. Seine Söhne Alfred (* 1861) und Guido (1863–1916) führten die Firma des Vaters weiter.

## Veröffentlichungen
- Lebensbild des General Uchatius, des Erfinders der Stahlbronzegeschütze. Wien 1904